# 国東文麿
国東 文麿（くにさき ふみまろ、1916年9月10日 - 2012年11月3日）は、日本の国文学者。早稲田大学名誉教授。

## 略歴
早稲田大学卒、早稲田大学商学部教授、1987年定年、同名誉教授。『今昔物語集』が専門。
1990年、勲四等瑞宝章を受章。2012年11月3日、老衰のため死去。

## 著書
- 今昔物語集成立考 早稲田大学出版部 1962
- 今昔物語集作者考 武蔵野書院 1985.12

## 編註校訂
- 今昔物語集 全4巻 馬淵和夫・今野達校注・訳 小学館「日本古典文学全集」 1971-1976、新版1999-2002
- 日本の説話 第2巻 古代 神田秀夫共編 東京美術 1973
- 日本霊異記 古代の文学 山路平四郎共編 早稲田大学出版部 1977.12
- 今昔物語集 全訳注 講談社学術文庫 1979-1984（全9巻）
  - 今昔物語集 全現代語訳、文庫 改版全2巻（天竺・震旦編 担当）2019-2020
- 今昔物語集 第2版 明治書院 校注古典叢書 全8巻 1985-1998
- 中世説話とその周辺 明治書院 1987.12 編著
- 今昔物語集 馬淵和夫・稲垣泰一共校訂・訳 小学館<日本の古典をよむ> 2008.8

## 参考
- 国東文麿先生略年譜・著述目録「国文学研究」1987-06